# Pat Robertson
Marion Gordon Robertson (Lexington, Virginia, 22 de marzo de 1930-Virginia Beach, Virginia, 8 de junio de 2023), conocido como Pat Robertson, fue un evangelista carismático y magnate estadounidense de medios de comunicación, canciller y CEO de Regent University y presidente de Christian Broadcasting Network.
Fue un telepredicador de ideología fundamentalista estadounidense y fundador de numerosas organizaciones y corporaciones, entre ellas el Centro Estadounidense por el Derecho y la Justicia y la poderosa Christian Coalition. Era considerado por muchos observadores políticos como un influyente portavoz de los cristianos conservadores en Estados Unidos.

## Biografía
Estudió historia en la Universidad de Washington y Lee y se graduó con una Licenciatura en Artes en 1950.  Fue reclutado en el Ejército de los EE. UU. debido al servicio militar obligatorio y participó en el Guerra coreana; una experiencia de la que se beneficiará posteriormente, atribuyéndose hazañas militares cuya veracidad es cuestionada por antiguos compañeros de armas.
Estudió derecho en la Facultad de Derecho de Yale, graduándose en 1955, luego estudió teología en el Seminario Teológico de Nueva York y obtuvo una Maestría en Divinidad en 1959.
En 1959, Pat Robertson compró una antigua estación de televisión y dos años más tarde, en 1961, lanzó el Christian Broadcasting Network.
En 1961, fue ordenado ministro por la Freemason Street Baptist Church en Norfolk (Virginia) (Convención Bautista del Sur). 
En 1987, dejó la Convención Bautista del Sur para postularse para la nominación del Partido Republicano para la presidencia de Estados Unidos.  Pero abandonó en 1988 la carrera después de resultados sombríos en las primarias de Nuevo Hampshire.
Durante los últimos años, Robertson fue frecuentemente criticado, sobre todo por izquierdistas estadounidenses y religiosos liberales, por comentarios que han considerado como intolerantes e insensibles, como cuando llamó a la religión islámica «una secta satánica» o cuando dijo en su programa El Club 700 sobre el presidente venezolano Hugo Chávez: «No sé nada sobre la doctrina del asesinato, pero si (Chávez) cree que vamos a asesinarle, pienso que debemos seguir adelante y hacerlo. Es mucho más económico que empezar una guerra». Sobre el terremoto de Haití de 2010, dijo que «miles de esos esclavos negros haitianos murieron porque hicieron un pacto con el diablo para obtener su libertad» (refiriéndose con la palabra libertad a la independencia haitiana de Francia en 1804).
En su libro New World Order, afirma que judíos, masones e illuminati conspiran para lograr la dominación mundial.
En enero de 2010, miembros del Gobierno estadounidense tacharon de estupidez su afirmación de que el terremoto de Haití y sus consecuencias eran resultado de un pacto firmado con el diablo por los haitianos desde su independencia.
El 3 de enero de 2012, aseguró públicamente en el programa El Club 700: «Dios me reveló quién será el próximo presidente de EE. UU., pero es un secreto». También profetizó que Estados Unidos sufriría un colapso económico.

## Obras
- Shout It from the Housetops, autobiografía con Jamie Buckingham (1972, repr 1995)
- My Prayer for You (1977)
- The Secret Kingdom (1982)
- Answers to 200 of Life's Most Probing Questions (1984)
- Beyond Reason: How Miracles can Change your Life (1985)
- America's Dates with Destiny (1986)
- The Plan (1989)
- The New Millennium (1990)
- The New World Order (1991)
- Turning Tide: The Fall of Liberalism and the Rise of Common Sense (1993) ISBN 978-0-8499-0972-6
- The End of the Age (1995, ficción)
- Six Steps to Spiritual Revival: God's Awesome Power in Your Life (2002) ISBN 978-1-59052-055-0
- Bring It on: Tough Questions, Candid Answers, Nashville, Tenn: W Pub. Group, 2003.  ISBN 978-0-8499-1801-8
- The Ten Offenses (2004)
- Courting Disaster (2004)
- Miracles Can Be Yours Today (2006)
- On Humility (2009) ISBN 9780312376383
- Right on the Money: Financial Advice for Tough Times (2009)